# Endofòbia
L'endofòbia és un neologisme que s'entén com l'aversió o menyspreu als aspectes de la identitat cultural i/o característiques fenotípiques del propi grup ètnic, com també als individus de la mateixa nació, ja sigui sol per tenir la nacionalitat o els aspectes socioculturals de la idiosincràsia del país o regió al que pertany. L'endofòbia es manifesta en una hostilitat sistemàtica a les diferències lingüístiques, culturals, ètniques, sexuals, religioses, polítiques o diverses altres diferències de grups o individus de la pròpia societat (Estat, nació, gent, comunitat); que pot arribar a negar la pròpia identitat, negar-se a associar-se amb membres de la pròpia cultura o identitat; i de nou a la prohibició per als ciutadans d'un país d'utilitzar els drets que si es concedeixen als «forà».
És considerat l'invers a la xenofòbia, que és el rebuig al que es percep com a «forà».

## Etimologia
L'origen del terme prové del grec antic ἔνδον endon 'dins', i φόβος fobos, 'pànic'.

## Consideracions
Perquè es pugui parlar de endofòbia pròpiament com a tal, no és suficient amb realitzar algun comentari o crítica cap a algun aspecte social o cultural del país o regió pròpia, sinó que ha d'existir una sèrie d'actituds que produeixen rebuig i fins i tot odi cap al conjunt d'elements que componen una cultura o ètnia en particular, entesa com a part de la pròpia identitat; tals com la manera de parlar o fins a l'idioma en general, les creences com la religió majoritària professada pel seu entorn més proper, el sistema polític nacional, la vestimenta, la gastronomia, l'estil de vida, etc. Això pot arribar fins i tot a nivells patològics, la qual cosa fa que l'individu no pugui viure en pau ni amb si mateix ni amb l'entorn en el qual habita. En molts casos, la endofòbia també va associada a prejudicis de tipus classista i racista.
Des de la psicologia i la sociologia s'estudia i analitza aquest comportament com una conducta que va associada a altres factors que incideixen en ell, com el complex d'inferioritat i autoestima baixa, en sentir-se l'individu en decaïment respecte una altra civilització, raça o cultura a la qual li atribueix, de forma implícita o explícita, una superioritat o avantatge per sobre la seva.

## Història
La endofòbia ha estat present en moltes societats al llarg de la història. A Amèrica Llatina, l'aparició d'una pigmentocràcia com a fenomen socioeconòmic resultat de la colonització europea d'Amèrica, ha provocat un cert grau de confrontació i rebuig cap a les expressions culturals i trets físics dels amerindis, fins i tot per a aquells que comparteixen aquest tipus d'atributs, en percebre'ls com si fossin part d'un «altre» i no de característiques pròpies. Com a exemple d'això, a Perú és comú l'ús de la paraula «cholo» com a pejoratiu racista per identificar a persones pertanyents a les ètnies indígenes del país, sent empleat fins i tot de manera ofensiva pels qui posseeixen alguna d'aquestes característiques cap als seus parells.
Un altre sentiment endofòbic arrelat és el que va estar present en grups d'afroamericans durant i posterior al període d'esclavitud a Amèrica en tot el continent, que afectava en una gran majoria a persones originàries de l'Àfrica subsahariana, sentint rebuig o fins i tot negant el seu propi color de pell i la cultura dels seus #ancestre.
Sota un punt de vista del nacionalisme canari, s'ha fet una crítica al·ludint a una suposada endofòbia present a les illes Canàries, que rebutja els aspectes culturals dels aborígens canaris, com el poble guanxe a Tenerife, per sobre la cultura espanyola entesa com la que va ser portada a les illes des de la península ibèrica.
A partir de la segona meitat del segle XX i com a resultat de les polítiques de l'Alemanya nazi, alguns alemanys han expressat públicament el seu rebuig a la seva pròpia nació o als seus compatriotes, en assumir mitjançant arguments de generalització precipitada, que tots els habitants del país tenen aquest pensament nacionalsocialista o ho mantenen en l'actualitat. Un exemple radical d'ells és el de la política Christin Lochner, del partit Die Linke, qui va asseverar que ella se sent «una traïdora de la seva pàtria» i que «estima i recolza la mort de la seva nació».
D'una manera més radicalitzada i recent, s'ha reportat que les forces paramilitars de l'Estat Islàmic que entrenen als denominats «Cadells del Califat», joves entre 10 a 15 anys d'edat, els recluten i adoctrinen perquè rebutgin els principis i valors de la seva pròpia cultura que no vagin concorde al gihadisme, passant per un sever procés de censura en el contingut i material educatiu que reben per al seu aprenentatge obligatori.